# Малиновский, Бронислав Каспар
Брони́слав Ка́спар (Ка́спер) Малино́вский (пол. Bronisław Kasper Malinowski; 7 апреля 1884 года, Краков — 16 мая 1942 года, Нью-Хейвен, штат Коннектикут) — британский антрополог польского происхождения, основатель функционализма в антропологии и социологии.

## Биография

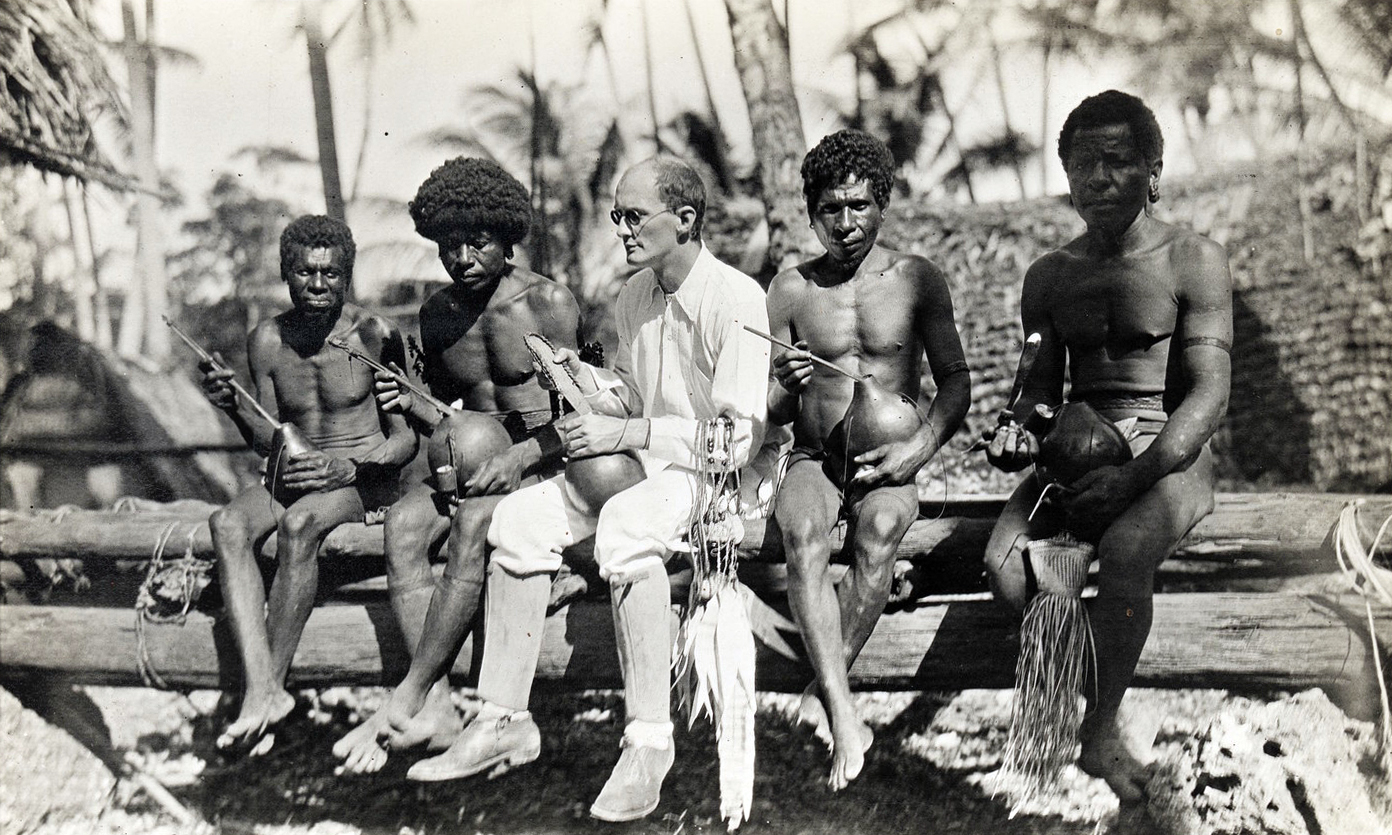
Малиновский (в центре) и туземное население островов Тробриан

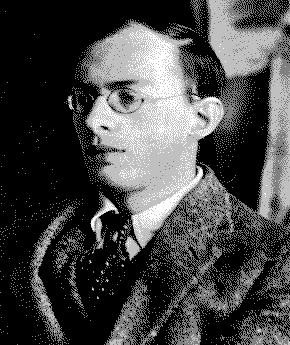

Малиновский родился в Кракове на территории Австро-Венгерской империи. Отец его был профессором-лингвистом, мать — из польской семьи землевладельцев. Был превосходным учеником в школе, но рос болезненным ребёнком. После окончания школы он поступил в Ягеллонский университет (Краков). В 1908 году получил докторскую степень (Ph. D.) по физике и математике. Под впечатлением книги «Золотая ветвь» (англ. The Golden Bough) Дж. Фрэзера, увлёкся антропологией и начал искать возможность работы с дикими племенами. Для лечения туберкулеза переехал в Германию, где проработал два года в Лейпцигском университете у Вундта. В 1910 году переехал в Англию для обучения в Лондонской школе экономики (LSE), где позже работал по 1939 год.
С началом Первой мировой войны уехал в британскую колониальную территорию Папуа, где выполнил полевые исследования сначала на Маилу (1914), а затем на островах Тробриан (1915—1918). Там он встретил Рэдклифф-Брауна, который дал ему советы по полевой работе. В отличие от других исследователей первобытных племен, Малиновский жил среди туземцев и лично узнавал их быт. Именно его теория включённого наблюдения является теперь ключевой в методологии антропологии.
В 1916 году получил докторскую степень (D. Sc.) по антропологии. В 1920—1921 годах, лечась от туберкулеза, прожил год на Тенерифе (Канарские о-ва). К 1922 году стал преподавать в LSE.
В 1933 году читал лекции в Корнеллском университете, а в 1939—1942 годах был приглашённым профессором Йельского университета. Принял приглашение университета, поскольку после начала Второй мировой войны не мог вернуться на континент.
Выдающийся учёный умер на 58 году жизни от сердечного приступа, во время подготовки к полевым исследованиям в Оахака, Мексика. Был похоронен на кладбище Эвергрин в Нью-Хейвен, штат Коннектикут (США).

## Научная деятельность
Б. Малиновский считается виднейшим этнографом своего времени. Одним из важнейших было его замечание о полевых исследованиях. Цель этнографа у него — «понять мировоззрение аборигена, его отношение к жизни, изучить его взгляды на мир».
В основе его учения была культура как целое и органичное в обществе, имеющее четкую функцию (отсюда и название школы — Функциональная школа). «Пережитков» (введенных Э. Тайлором) нет, все обычаи имеют важное значение и в настоящем. Все социумы стойки — племя, это первый порядок, все народы Африки — второй, колонии — третий.

Важна и социальная ответственность, тут Б. Малиновский выделяет главнейшую задачу этнографа: 
Этнография, наука о человеке и его культуре, большей частью избегала жизненных проблем: она пыталась укрыться за китайской стеной антикварных интересов. Во всех гуманистических изысканиях имеется сильное стремление заниматься мертвыми остатками вместо того, чтобы иметь дело с действительностью, поддерживать чисто академический интерес к теориям и воздерживаться от проверки доктрин на трудном пути практической деятельности. Этнограф прошлого чувствовал себя спокойно, плетя гипотезы о том, что случилось, когда человек старался развиваться от питекантропа эректуса или кого бы там ни было: пытаясь изобрести «происхождения» и «развития», антрополог сам изготовлял из своего внутреннего сознания различные «истории» и «диффузии». И многие этнографы современности заняты изучением влияния египетской культуры на Центральную Африку, спорят о том, возникли ли все цивилизации в Месопотамии, Атлантиде или на Памире.

##### Изданные посмертно
- The Scientific Theory of Culture (1944)
- The Dynamics of Culture Change (1945)
- Magic, Science, and Religion (1948)
- A Diary In the Strict Sense of the Term (1967)

## Издания на русском языке
- Малиновский Б. Магия. Наука. Религия : Пер.с англ. = Magic, Science, and Religion / Вступ. статьи Р. Редфилда и др. — М.: Рефл-бук, 1998. — 288 с. — (Созвездия мудрости (Astrum Sapientiae)). — ISBN 5-87983-065-9.
- Малиновский Б. Аргонавты западной части Тихого океана = Argonauts of the Western Pacific / Пер. с англ. В. Н. Поруса. — М.: РОССПЭН, 2004. — 584 с. — ISBN 5-8243-0505-6.
- Малиновский Б. Избранное: Динамика культуры / Пер.: И. Ж. Кожановская, В. Н. Порус, Д. В. Трубочкин. — М.: РОССПЭН, 2004. — 960 с. — ISBN 5-8243-0504-8.
- Малиновский Б. Научная теория культуры = Scientific Theory of Culture / Пер. И. В. Утехин. — 2-е изд. испр. — М.: ОГИ (Объединенное Гуманитарное Издательство), 2005. — 184 с. — ISBN 5-94282-308-1, 985-133572-X.
- Малиновский Б. Секс и вытеснение в обществе дикарей[англ.] = Sex and Repression in Savage Society / Пер. с англ. Н. Микшиной.. — М.: Изд. дом Гос. ун-та — Высшей школы экономики, 2011. — 224 с. — ISBN 978-5-7598-0835-0.